# Андрієвський Сергій Михайлович
Сергій Михайлович Андрієвський (5 серпня 1961, Миколаїв) — український астроном, доктор фізико-математичних наук, професор, дійсний член Академії наук вищої школи України.

## Біографія
1978 із золотою медаллю закінчив загальноосвітню школу, і в тому ж році вступив на відділення астрономії фізичного факультету Одеського державного університету. Після закінчення університету з відзнакою в 1983 році, до 1986 навчався в аспірантурі Одеського університету. З 1986 до 1988 працював молодшим науковим співробітником астрономічної обсерваторії. З 1988 працює на кафедрі астрономії ОДУ. З 1988 до 1992 — асистент кафедри. На посаді доцента кафедри з 1992 року. Вчене звання доцента кафедри отримав у 1996 році. З 1999 р по 2002 р — докторант кафедри астрономії ОНУ. З грудня 2003 року виконує роботу на штатній посаді професора кафедри астрономії. З 1 вересня 2006 року — завідувач цієї кафедри та директор НДІ «Астрономічна обсерваторія».
У жовтні 1987 року захистив кандидатську дисертацію, докторську дисертацію захистив у листопаді 2002 року на засіданні спеціалізованої вченої ради при Головній Астрономічній обсерваторії Національної Академії наук України. Тема дисертації: «Аномалії хімічного складу зір помірних мас».
У різні періоди з 1993 року по 2003 рік проходив наукове стажування в провідних світових наукових центрах, зокрема: в департаменті фізики зір і галактик обсерваторії Парижа і Медона (Франція), відділі фізики зір інституту астрофізики міста Потсдам (Німеччина), інституті астрономії, геофізики й атмосферних наук Університету Сан-Паулу (Бразилія), департаменті астрономії університету Кейз-Вестерн, штат Огайо, Клівленд (США).

## Педагогічна діяльність
На кафедрі астрономії читав профілюючі лекційні й спеціальні курси, керував курсовими та дипломними роботами студентів. Підготував трьох кандидатів наук. Був науковим консультантом докторанта кафедри астрономії Ковтюха В. В.
За плідну навчальну роботу в 1997 році Андрієвський С. М. отримав звання соросівського доцента. 
С. М. Андрієвський видав 4 посібники та методичні вказівки до наступних курсів:
- «Теоретична астрофізика»,
- «Загальний курс астрономії»,
- «Релятивістська астрофізика»,
- «Астрономічний практикум».

Готував підручник для студентів астрономічних відділень вишів України «Курс загальної астрономії». В рамках міжвузівського договору між Одеським національним університетом ім. І. І. Мечникова і Придністровським державним університетом імені Т. Г. Шевченка Андрієвський С. М. викладав студентам кафедри теоретичної фізики фізико-математичного факультету ПДУ лекції з курсів «Фізика зір і міжзоряного середовища» й «Астрофізика».

## Наукова діяльність
Станом на кінець 2012 опублікував 157 наукових робіт[джерело?].
Був відповідальним виконавцем і науковим керівником наступних тем:
- «Коливальна нестійкість зір у подвійних системах» (1992—1994, відповідальний виконавець),
- «Chemical evolution of the early Galaxy: blue straggler phenomenon» (1994—1995, Європейська південна обсерваторія, науковий керівник),
- «Дослідження фізичних особливостей зір на окремих, унікальних етапах еволюції» (1995—1997, науковий керівник),
- «Дослідження пульсуючих надгігантів» (1998—2000, науковий керівник),
- «Вивчення фізико-хімічних властивостей пульсуючих зір і дослідження структури й еволюції Галактики» (2001—2003, науковий керівник.),
- «Дослідження диска Галактики: нова концепція його будови й еволюції» (2004—2006, науковий керівник).

Займався науково-популяризаторською діяльністю.

## Громадська діяльність
Голова спеціалізованої вченої ради в Одеському національному університеті ім. І. І. Мечникова.
Член редакційної колегії Одеського астрономічного календаря, а також член редакційної колегії журналу «Odessa Astronomical Publications».
Член вченої ради НДІ «Астрономічна обсерваторія».
Член вченої ради фізичного факультету ОНУ, член вченої ради ОНУ.
Член Міжнародного астрономічного союзу,
Європейського астрономічного товариства, Одеського астрономічного товариства.
З 2006 — член Ради Української астрономічної асоціації і її віце-президент з питань освіти.

## Гранти
- Грант Американського астрономічного товариства (1991),
- гранти Європейської південної обсерваторії (Європейське Товариство, 1994, 1995),
- грант «Соросівський доцент» (США, 1997),
- премія НАН України імені М. П. Барабашова (2003),
- інтернаціональний грант імені А. Кретьєна (США, 2003),
- грант Кенілворт (США, 2004, 2005, 2006, 2007).

## Нагороди
- 2008 - Почесна грамота Міністерства освіти і науки України

- 2009 - Почесний знак Міністерства освіти і науки України «За наукові досягнення»

- 2009 - Диплом Української Астрономічної Асоціації

- 2010 - Почесна відзнака Голови Одеської обласної держадміністрації

- 2010 - Відзнака Одеського міського голови «Знак пошани»,

- 2011 - Почесна грамота Одеської обласної ради

- 2012 - Почесна грамота Української Астрономічної Асоціації

- 2016 - Грамота Ради ректорів Одеського регіону

- 2018 - Почесне звання «Заслужений діяч науки і техніки України»

- 2020 - Почесна грамота Верховної Ради України.